# Vochysia gummifera
Vochysia gummifera är en tvåhjärtbladig växtart som beskrevs av Carl Friedrich Philipp von Martius och Johannes Eugen ius Bülow Warming. Vochysia gummifera ingår i släktet Vochysia och familjen Vochysiaceae. Inga underarter finns listade i Catalogue of Life.